# Carlos de Menezes Júnior
Carlos de Menezes Júnior (* 25. April 1999 in Visconde do Rio Branco), auch unter dem Namen Cacá bekannt, ist ein brasilianischer Fußballspieler.

## Karriere
Cacá erlernte das Fußballspielen in der Jugendmannschaft von Cruzeiro Belo Horizonte im brasilianischen Belo Horizonte. Hier unterschrieb er 2019 auch seinen ersten Vertrag. Als Jugendspieler kam er bereits zweimal in der Série A zum Einsatz. 2019 gewann er mit dem Verein die Staatsmeisterschaft von Minas Gerais. 2021 wechselte er nach Asien. In Japan unterschrieb er einen Vertrag bei Tokushima Vortis. Der Verein aus Tokushima, einer Stadt in der Präfektur Tokushima auf der Insel Shikoku, spielte in der höchsten Liga des Landes, der J1 League. Am Ende der Saison musste er mit dem Verein als Tabellensiebzehnter in die zweite Liga absteigen. Im Juli 2023 wechselte er auf Leihbasis in seine Heimat zu Athletico Paranaense. Mit dem Verein aus Curitiba spielte er 19-mal in der ersten Liga. Direkt im Anschluss wurde er Anfang März 2024 an den brasilianischen Erstligisten Corinthians São Paulo ausgeliehen.

## Erfolge
Cruzeiro Belo Horizonte
- Staatsmeisterschaft von Minas Gerais: 2019